# 仙居站
仙居站是杭温高速铁路上的中间站，位于中华人民共和国浙江省台州市仙居县官路镇，距离仙居县城8公里。车站由上海局集团宁波车务段管理，办理客运业务，规模2台6线。车站站房于2022年9月25日动工，2023年9月主体结构封顶，2024年9月6日正式开通运营。

## 车站结构
仙居站站房宽190.4米、深88.8米，建筑面积28617平方米，外立面设计以仙居当地的山、水、云的形状为设计意向。车站站场位于高架桥上，规模2台6线，设有2座岛式站台，旅客流线采用下进下出模式。其中站房主体建筑为地上1层、两侧设有夹层，局部3层，地下局部1层；候车室面积6100平方米，最高聚集人数为800人。车站东北侧设综合维修工区，设大机停放线、工务作业车停放线和接触网作业车停放线各1条。